# Steinchisma
Steinchisma là một chi thực vật có hoa trong họ Hòa thảo (Poaceae).

## Loài
Chi Steinchisma gồm các loài: